# Riera de Carme
La Riera de Carme (27 km) és un curs fluvial situat entre els municipis d'Orpí, Carme i la Pobla de Claramunt, a la comarca de l'Anoia. Discorre per la Vall de Carme, entre les serres d'Orpinell (751 msnm), al sud, i de Collbàs (544 msnm), al nord. La Riera de Carme és el principal afluent del riu Anoia (62 km), juntament amb altres de més petits com la riera de Montbui o la de Castellolí.
Un dels aspectes que més afavoreixen i prevenen l'existència de la riera és el fet que Carme, municipi que aporta el nom a la riera per la seva proximitat geogràfica, està situat just damunt de l'enorme aqüífer de Carme - Capellades, cosa que provoca la contínua presència d'aigua en el terreny, ja sigui de forma visible o per sota terra. Aquesta formació geològica emmagatzema i fa circular aigua subterrània tot aprofitant la permeabilitat, la porositat i la fissuració de la roca que l'acull.

## Flora i fauna

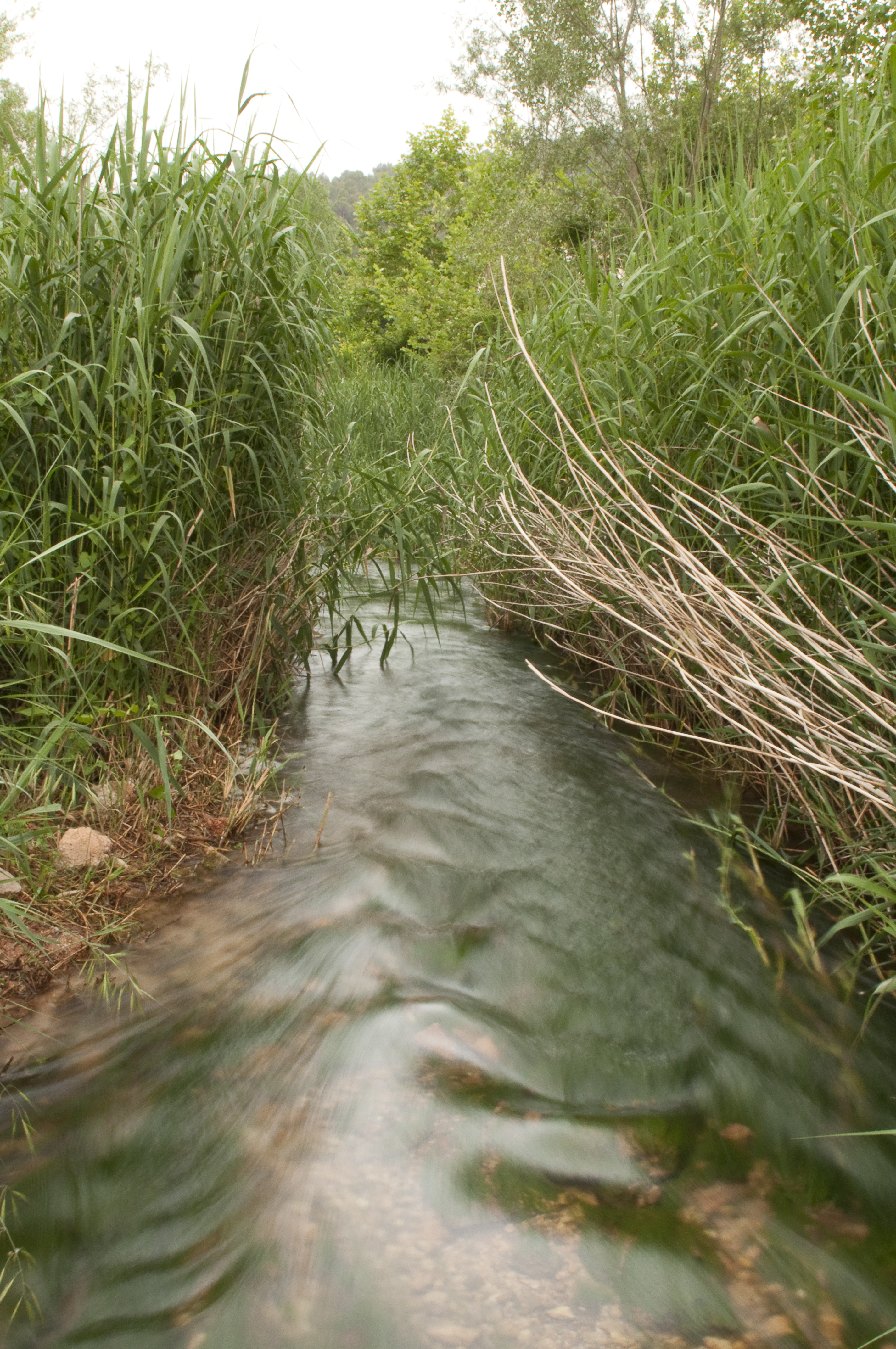
Riera de Carme

Si ens centrem ara ja sí en la mateixa riera i en el seu propi recorregut, observarem la diversitat en flora i fauna que aquesta comprèn. Per una banda, la flora que acompanya la riera al llarg de tot el trajecte és la de fulla caduca, aquella que generalment es troba en la vegetació de ribera. Per altra banda, i si ens separem uns metres directament del riu, començarem a observar el que realment és la majoria de la flora en la comarca de l'Anoia. Hi proliferen de forma generalitzada arbres de fulla perenne, sobretot pins, tot i que en els seus orígens es creu que tota aquesta zona estava poblada per alzines i roures que, actualment, hi són molt menys presents. Els arbustos, els matolls i el pi blanc són el més comú que hi ha en els terrenys de la roca calcària anoienca. Pel que fa a la fauna, cal que destaquem un aspecte per sobre dels altres. Durant el recorregut de la riera hi ha diferents animals, tots ells molt comuns en els boscos de la Catalunya central. Entre aquests, podem destacar rèptils com la serp blanca comuna o la tortuga de rierol, mamífers com per exemple el porc senglar, el conill, la llebre comuna o el teixó. Per altra banda i a més a més de tot aquest col·lectiu que podem categoritzar de comú en el bosc de la Catalunya interior, hi ha en la riera de Carme un seguit d'individus molt singulars i especials. El cas és que en aquest espai de matolls i aiguamolls, es produïx un fenomen ben estrany. Des de fa ja unes dècades, s'ha observat que en els voltants a la Riera de Carme hi ha diferents tipus d'ocells, entre aquests els més comuns, com l'oreneta, el tudó, l'ànec collverd o el cucut, però també destaquen alguns altres de més espontanis i menys habituals, com per exemple el botxí, el capsigrany, la cornella negra o el gafarró.

## Activitats de barranquisme i senderisme

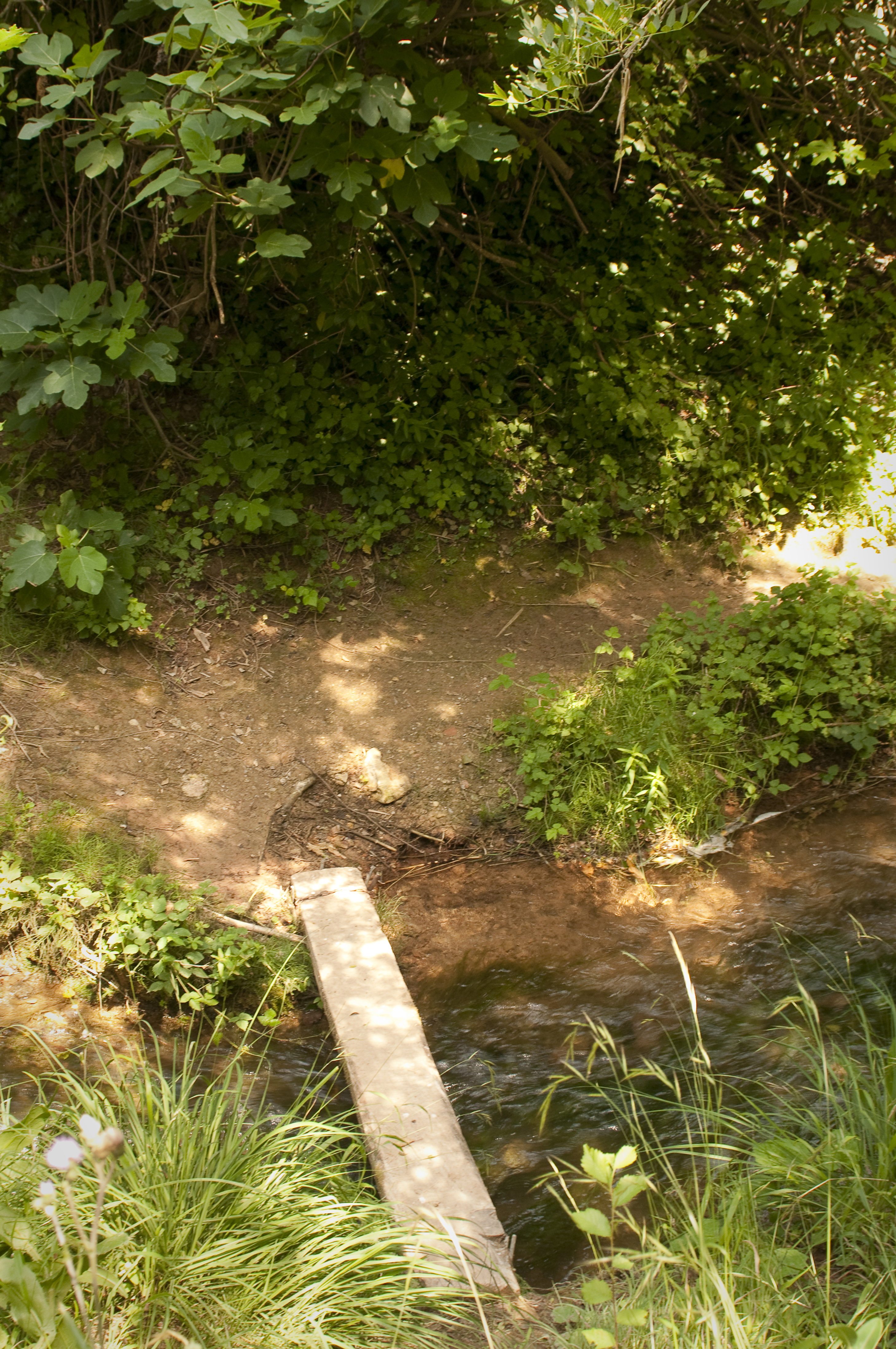

Un dels aspectes que també podem destacar del recorregut de la Riera de Carme és a uns quants quilòmetres del mateix poble de Carme, concretament a l'alçada del poble de Santa Càndia. En aquest indret la riera traça un recorregut molt especial, immers enmig de la roca tallada per la mateixa força de l'aigua i dels seus sediments. El cas és que en aquest tram d'uns 2 quilòmetres s'hi poden practicar descensos i senderisme. Concretament els barrancs i les gorges de Santa Càndia es calcula que tracen un recorregut que requereix un descens d'unes dues hores. La dificultat es baixa, cosa que propicia que moltes escoles de senderisme utilitzen aquest espai per instruir els principiants.